# Astragalus dulungkiangensis
Astragalus dulungkiangensis är en ärtväxtart som beskrevs av Pei Chun Qiong Li. Astragalus dulungkiangensis ingår i släktet vedlar, och familjen ärtväxter. Inga underarter finns listade i Catalogue of Life.